# Jan Jerzy Przebendowski

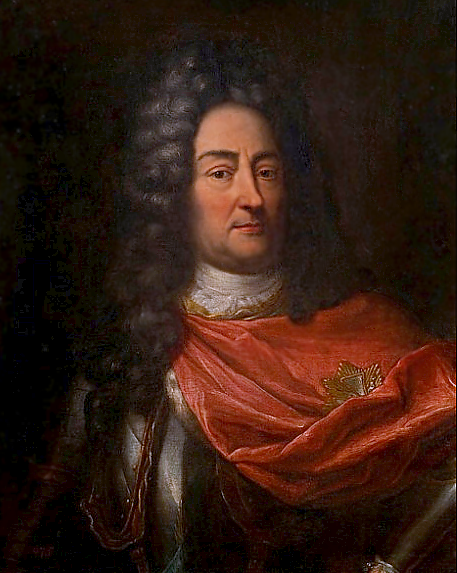

Jan Jerzy Przebendowski (* 1. November 1638; † 24. Februar 1729 in Przygodzice) war ein polnischer Magnat, General von Großpolen und Großkronschatzmeister.
Jan Jerzy Przebendowski entstammte dem einflussreichen protestantischen pommerellischen Adelsgeschlecht Przebendowski. Seine Eltern waren der Landrichter von Lauenburg Peter Przebendowski (* ca. 1620; † 1700) und Katarina Krockow. Seine Erziehung genoss er am Jesuitenkolleg in Neu Schottland in der Nähe von Danzig, wo er auch zum Katholizismus konvertierte. Seine Jugend verbrachte er am Hof des polnischen Königs Johann II. Kasimir. Przebendowski diente in der Kronarmee und bewährte sich vor Chotyn, avancierte bis in den Rang eines Obersts. Er wurde ein enger Berater des und Unterstützer des polnischen Königs Johann III. Sobieski, der in auf diplomatische Missionen nach Sachsen, Brandenburg und Frankreich aussandte. Bereits 1677 machte ihn der König zum Starost von Mirachowo, schließlich 1693 zum Kastellan von Culm.
An den Werbefeldzügen verschiedener polnischer Thronfolgekandidaten Gewinn schöpfend beteiligt. Er half schließlich Feldmarschall Jakob Heinrich von Flemming, mit dessen Cousine, Margareta Elisabeth von Flemming (* 1664; † 1728), einer Tochter des Feldmarschalls Heino Heinrich von Flemming, er verheiratet war, August den Starken auf den polnischen Thron zu bringen. Daraufhin ernannte ihn dieser 1697 zum Woiwoden von Marienburg und 1703 zum Großkronschatzmeister. Am 6. Juli 1711 wurde er während des sächsischen Reichsvikariat in den Reichsgrafenstand gehoben.
Przebendowski war ebenfalls vierfacher Starost u. a. von Putzig und Grabow. Die polnischen Währungsformen zu Beginn des 18. Jahrhunderts trugen seine Handschrift. Während seiner Amtszeit war er stets um die Förderung der polnischen Wirtschaft und des Handels bemüht.
In Jahren 1701 und 1703 war er Gesandter in Berlin. Anschließend Mitglied des sächsischen Geheimen Rats. Przebendowski war ebenfalls Mitglied der ältesten polnischen Freimaurerloge – der Roten Bruderschaft.
Er war Erbauer des Warschauer Przebendowski-Palastes.
Przebendowski war ein sehr einflussreicher, zynischer Machtpolitiker, galt als sehr gebildet, beherrschte mehrere Sprachen, war wirtschaftlich ebenfalls sehr erfolgreich, jedoch ebenso sehr umstritten. Er vereinte in seinem Besitz an die 60 Dörfer und Güter und hinterließ zwei eheliche Kinder, eine Tochter und einen Sohn.